# Spica
Spica (α Virginis) je nejjasnější hvězda souhvězdí Panny a patří mezi nejjasnější hvězdy na noční obloze. Nachází se ve vzdálenosti přibližně 250 světelných let (77 parseků) od Země. Spolu s hvězdami Arcturus a Regulus tvoří výrazný asterismus Jarní trojúhelník. S hodnotami zdánlivé jasnosti mezi +0,97 a +1,04 je snadno viditelná pouhým okem a podle některých zdrojů se jedná o zhruba 16. nejjasnější hvězdu na pozemské obloze.

## Charakteristika
Spica je těsná dvojhvězda a zároveň spektroskopická dvojhvězda, která vykazuje vlastnosti proměnné hvězdy typu Beta Cephei i rotující elipsoidální proměnné. Obě složky obíhají kolem společného těžiště s periodou přibližně 4,014 dne. Celková jasnost kolísá mezi zhruba +0,97 a +1,04 magnitudy.

### Primární složka
Primární složkou je horká modrobílá hvězda spektrálního typu zhruba B1.5 IV–V, ležící na pomezí hlavní posloupnosti a podobra. Dosahuje vysoké svítivosti, přes 10 000násobek svítivosti Slunce. Povrchová teplota dosahuje přibližně 22 000 K a hvězda rotuje vysokou rychlostí.

### Sekundární složka
Sekundární složka je o něco méně hmotná a chladnější hvězda spektrální třídy B2 V. Nachází se tedy na hlavní posloupnosti. Díky těsné oběžné dráze (cca 0,12 AU) dochází k vzájemné deformaci obou složek působením jejich gravitačních sil.

## Poloha a pozorování
Spica leží blízko ekliptiky a může tak být příležitostně zakrývána Měsícem nebo planetami. Bývá rovněž snadno vyhledatelná pomocí pomůcky „obloukem k Arcturu a přímo dál ke Spice“. Ze středních zeměpisných šířek severní polokoule je viditelná hlavně na jaře a v první polovině léta.

## Vývoj
Vysoká hmotnost a teplota primární složky naznačují relativně krátkou životnost na hlavní posloupnosti (řádově desítky milionů let). Po vyčerpání vodíku v jádře se z hvězdy stává obr a v konečné fázi se promění v bílého trpaslíka. Sekundární složka projde týmž procesem, avšak pomaleji, neboť je méně hmotná.

## Etymologie
Název „Spica“ pochází z latinského spica virginis („obilný klas Panny“), přičemž hvězda v mytickém ztvárnění představuje klas, který bájná Panna drží v ruce.

## Tabulka základních parametrů
| Parametr                                   | Hodnota          |
| ------------------------------------------ | ---------------- |
| Zdánlivá hvězdná velikost                  | +0,97 až +1,04   |
| Absolutní hvězdná velikost                 | −3,55            |
| Rektascenze                                | 13h25m11,60s     |
| Deklinace                                  | −11° 09′ 40,759″ |
| Spektrální klasifikace (primární složka)   | B1.5 IV–V        |
| Spektrální klasifikace (sekundární složka) | B2 V             |
| Vzdálenost                                 | ~250 ly (77 pc)  |
| Svítivost (primární složka)                | >10 000 L_☉      |
| Povrchová teplota (primární složka)        | ~22 000 K        |
| Oběžná doba                                | ~4,014 dne       |